# Pedaliodes antulla
Pedaliodes antulla är en fjärilsart som beskrevs av Otto Thieme 1905. Pedaliodes antulla ingår i släktet Pedaliodes och familjen praktfjärilar. Inga underarter finns listade i Catalogue of Life.